# Back Street Symphony
Back Street Symphony è il primo album in studio dei Thunder, pubblicato nel 1990 per l'etichetta discografica EMI Records.

## Tracce
1. She's So Fine – 5:30 (Morely, Morley, Taylor)
2. Dirty Love – 5:21 (Morely, Morley)
3. Don't Wait for Me – 5:32 (Morely, Morley)
4. Higher Ground – 5:06 (Morely, Morley)
5. Until My Dying Day – 6:32 (Morely, Morley, Taylor)
6. Back Street Symphony – 4:30 (Morely, Morley)
7. Love Walked In – 6:25 (Morely, Morley)
8. An Englishman on Holiday – 4:27 (Morely, Morley)
9. Girl's Going out of Her Head – 4:18 (Morely, Morley)
10. Gimme Some Lovin' (The Spencer Davis Group Cover) – 3:51 (Davis, Winwood, Winwood)
11. Distant Thunder – 4:56 (Morely, Morley)

## Formazione
- Danny Bowes - voce
- Luke Morley - chitarra, voce
- Ben Matthews - chitarra, tastiere
- Mark "Snake" Luckhurst - basso
- Harry James - batteria, percussioni